# Gare de Thiaville
Gare de Thiaville – stacja kolejowa w miejscowości Thiaville-sur-Meurthe, w departamencie Meurthe i Mozela, w regionie Grand Est, we Francji. Jest zarządzana przez SNCF i obsługiwana przez pociągi TER Lorraine.

## Położenie
Znajduje się na linii Lunéville – Saint-Dié, na km 416,441  między stacjami Bertrichamps i Raon-l’Étape, na wysokości 284 m n.p.m.

## Historia
Stację otwarto 26 grudnia 1876 przez Compagnie des chemins de fer de l’Est, kiedy otwarto odcinek linii z Bertrichamps do Raon-l’Étape.

## Linie kolejowe
- Lunéville – Saint-Dié